# David Juříček
David Juříček (* 8. August 1974 in Olmütz) ist ein ehemaliger tschechischer Handballspieler.
Er spielte bis Ende der Saison 2010/11 bei Montpellier HB und in der tschechischen Handballnationalmannschaft auf der Position Kreismitte. Im Sommer 2011 wechselte Juříček zum Ligarivalen Saint-Raphaël Var Handball, den er 2013 verließ und nach Olmütz zurückkehrte.
Bei der Handballweltmeisterschaft 2005 in Tunesien wurde er für die Position Kreismitte in das All-Star-Team gewählt. In Tschechien wurde David Juříček viermal zum Handballer des Jahres gewählt. Juříček ist verheiratet und hat ein Kind.

## Erfolge
- Tschechischer Meister 2000, 2001 und 2002
- Französischer Meister 2005, 2006, 2008, 2009, 2010 und 2011
- Französischer Pokalsieger 2005, 2006 und 2008
- Französischer Ligapokal 2005, 2006 und 2007
- Tschechiens Handballer des Jahres 2000, 2001, 2003 und 2005
- Platz 7 bei der Wahl zum Welthandballer 2005[5]